# Gyrtona strenualis
Gyrtona strenualis là một loài bướm đêm trong họ Noctuidae.